# Nowe Lipki
 (août 2025).
Si vous disposez d'ouvrages ou d'articles de référence ou si vous connaissez des sites web de qualité traitant du thème abordé ici, merci de compléter l'article en donnant les références utiles à sa vérifiabilité et en les liant à la section « Notes et références ».
Nowe Lipki (prononciation : [ˈnɔvɛ ˈlipki]) est un village polonais situé dans la gmina de Stoczek dans le powiat de Węgrów et en voïvodie de Mazovie dans le centre-est de la Pologne.
Ce village se trouve à environ 21 kilomètres au nord de Węgrów (chef-lieu du powiat) et à 78 kilomètres au nord-est de Varsovie (capitale de la Pologne).
Le village a une population de 31 habitants en 2008

## Histoire
De 1975 à 1998, le village appartenait administrativement à la voïvodie de Siedlce.

## Référence
1. ↑  OpenSolution.org, « Podział Administracyjny - Gmina Stoczek », sur stoczek.net.pl via Wikiwix (consulté le 14 juin 2023).